# 스쿠비 두

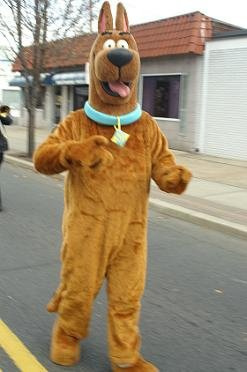

《스쿠비 두》(영어: Scooby-Doo)는 1969년 텔레비전 애니메이션으로서 시작해 다양한 매체로 전개된 미국의 애니메이션 미디어 프랜차이즈이다. 애니메이션 제작사 해나 바베라 소속이었던 조 루비와 켄 스피어스가 최초의 시리즈 《반가워 스쿠비 두》를 제작했다. 시리즈 주인공으로 프레드 존스, 다프네 블레이크, 벨마 딩클리, 섀기 로저스, 그리고 말하는 그레이트 데인 강아지 스쿠비 두가 등장하며, 이들이 수수께끼를 찾아 좌충우돌의 모험을 하며 초자연적 현상 및 생물체들의 정체를 밝히는 것이 주내용이다.
《스쿠비 두》는 본래 CBS에서 1969년부터 1979년까지 방송했으며 그 이후에는 ABC로 이전했다. ABC에서 여러 《스쿠비 두》 시리즈들을 방영하다 1985년에 종영했으며, 이후 출연진을 어린아이로 교체한 외전 《어 펍 네임드 스쿠비 두》가 1988년부터 1991년까지 방송됐다. 2002년부터 2008년까지는 키즈 WB 소속 The WB 및 그 후신 The CW을 통해 두 개의 《스쿠비 두》 리부트 시리즈가 방영됐다. 이후 2010년부터 카툰 네트워크가 차기 리부트 작품들을 2018년까지 제작했다. 이 다음 작품 《스쿠비 두, 게스 후?》는 2019년부터 카툰 네트워크의 자매방송 부메랑을 통해 방영됐고 이후 HBO 맥스에도 송출됐다.
애니메이션들 이외에 만화, 보드 게임 등 다른 매체에도 진출했다. 2000년대에 두 편의 실사영화 《스쿠비 두 (2002)》와 《스쿠비 두 2: 몬스터 대소동 (2004)》가 개봉했으며, 2020년에 만화영화 《스쿠비!》가 출시됐다.

## 주요 캐릭터
- 스쿠비 두
- 섀기 로저스
- 프레드 존스
- 데프니 블레이크
- 벨마 딩클리

## TV 시리즈
- 반가워 스쿠비 두 (1969~72)
- 뉴 스쿠비 두 더 무비스 (1972~73)
- 스쿠비 두 쇼 (1976~78)
- 스쿠비 두와 스크래피 두 (1979~80)
- 스쿠비 두와 스크래피 두 쇼 (1983~84)
- 스쿠비 두와 13의 유령들 (1985)
- A Pup Named Scooby-Doo (1988~91)
- What's New, Scooby-Doo? (2002~06)
- Shaggy & Scooby-Doo Get a Clue! (2006~08)
- 스쿠비 두! 미스터리 주식회사 (2010~13)
- 침착해! 스쿠비 두 (2015~18)
- 스쿠비 두, 게스 후? (2019~)

## 영화
- 스쿠비 두 (영화) (2002)
- 스쿠비 두 2: 몬스터 대소동 (2004)
- 스쿠비! (2020)